# Equipo Kern Pharma/Saison 2025
Diese Liste beschreibt die Mannschaft und die Siege des Radsportteams Equipo Kern Pharma in der Saison 2025.

## Mannschaft
| Teamkader 2025          | Teamkader 2025     | Teamkader 2025 | Teamkader 2025                       |
| Name                    | Geburtsdatum       | Land           | Vorheriges Team                      |
| ----------------------- | ------------------ | -------------- | ------------------------------------ |
| Ibai Azanza             | 22. Februar 2004   | Spanien        | Equipo Finisher (2024)               |
| Hugo Aznar              | 1. Dezember 2003   | Spanien        | Equipo Finisher (2023)               |
| Unai Aznar              | 26. Juli 2002      | Spanien        | Equipo Finisher (2023)               |
| Urko Berrade            | 28. November 1997  | Spanien        | Euskadi Basque Country-Murias (2019) |
| Marc Brustenga          | 4. September 1999  | Spanien        | Lidl-Trek (2023)                     |
| Pablo Carrascosa        | 7. Oktober 2002    | Spanien        | Equipo Finisher (2024)               |
| Iván Cobo               | 2. Januar 2000     | Spanien        |                                      |
| Iñigo Elosegui          | 6. März 1998       | Spanien        | Movistar Team (2022)                 |
| Haimar Etxeberria       | 8. September 2003  | Spanien        | Equipo Finisher (2024)               |
| Miguel Ángel Fernández  | 21. März 1997      | Spanien        | Burgos-BH (2023)                     |
| Francisco Galván        | 1. Dezember 1997   | Spanien        | Lizarte (2019)                       |
| Nil Gimeno              | 21. April 2004     | Spanien        | Equipo Finisher (2024)               |
| Jorge Gutiérrez         | 23. September 2002 | Spanien        | Equipo Finisher (2023)               |
| Unai Iribar             | 12. Juni 1999      | Spanien        | Euskaltel-Euskadi (2023)             |
| Pau Miquel              | 20. August 2000    | Spanien        | Lizarte (2021)                       |
| José Félix Parra        | 16. Januar 1997    | Spanien        | Lizarte (2019)                       |
| Mikel Retegi            | 27. April 2001     | Spanien        | Lizarte (2022)                       |
| Ibon Ruiz               | 30. Januar 1999    | Spanien        | Lizarte (2019)                       |
| Iván Sosa               | 31. Oktober 1997   | Kolumbien      | Movistar Team (2024)                 |
| Antonio Jesús Soto      | 22. September 1994 | Spanien        | Euskaltel-Euskadi (2023)             |
| Diego Uriarte           | 26. Oktober 2001   | Spanien        | Equipo Finisher (2023)               |
| Mats Wenzel             | 19. Dezember 2002  | Luxemburg      | Lidl-Trek Future Racing (2024)       |
|                         |                    |                |                                      |
| Quelle: ProCyclingStats |                    |                |                                      |

## Siege
| Siege | Siege  | Siege | Siege  | Siege  | Siege |
| Datum | Rennen | Staat | Klasse | Sieger |       |
| ----- | ------ | ----- | ------ | ------ | ----- |

## UCI-Weltranglisten-Platzierungen
| UCI-Ranking | UCI-Ranking | UCI-Ranking | UCI-Ranking |
| Fahrer      | Fahrer      | Land        | Punkte      |
| ----------- | ----------- | ----------- | ----------- |